# Ingo Schmitt (Politiker)

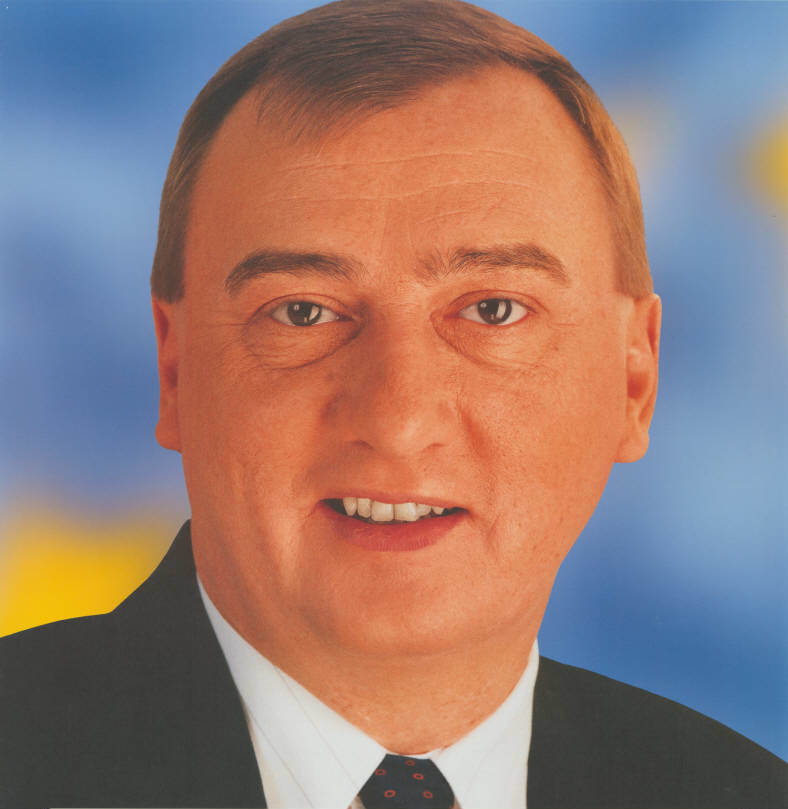
Ingo Schmitt, 1999

Ingo Schmitt (* 30. Juli 1957 in Berlin) ist ein ehemaliger deutscher Politiker. Von 1975 bis 2014 gehörte er der CDU an.
Er war von 2005 bis 2009 Vorsitzender der Landesgruppe Berlin der CDU/CSU-Bundestagsfraktion und von 2005 bis 2008 Landesvorsitzender der CDU Berlin. Von 1991 bis 1999 war er Staatssekretär in Berlin.

## Leben und Beruf
Nach dem Abitur 1976 an der Wald-Oberschule in Berlin-Westend absolvierte Schmitt ein Studium der Rechtswissenschaft an der Freien Universität Berlin, welches er 1983 mit dem ersten juristischen Staatsexamen beendete. Nach dem Referendariat legte er 1986 auch das zweite Staatsexamen ab. Er war von 1986 bis 1991 und ist erneut seit 1999 als selbständiger Rechtsanwalt tätig.

## Partei
Schmitt trat 1975 in die CDU Berlin-Charlottenburg ein, Ortsverband Schloß. Dieser Ortsverband unter Führung von Wolfgang Antes wurde 1978 im Rahmen einer Gebietsreform innerhalb der Charlottenburger CDU aufgelöst, die meisten Mitglieder wechselten in den Ortsverband Lietzensee, dessen Vorsitz kurz danach wiederum Wolfgang Antes übernahm. Mitte der 1980er Jahre entmachtete Schmitt seinen bisherigen Förderer Antes und übernahm dessen Ämter, zunächst im Ortsverband Lietzensee.
Schmitt wurde 1978 Vorsitzender des Kreisverbandes Charlottenburg der Jungen Union und gehörte damit seit 1978 dem Vorstand des CDU-Kreisverbandes Berlin-Charlottenburg an, dessen Vorsitzender er 1991 wurde und bis zu dessen Zusammenlegung mit dem bis dahin selbständigen Kreisverband Berlin-Wilmersdorf im Jahr 2000 blieb.
Ab 2000 war er Vorsitzender des neugebildeten Kreisverbandes Charlottenburg-Wilmersdorf, den er bis zu seinem Verzicht im Februar 2009 führte.
Schmitt wurde 1997 zum stellvertretenden Landesvorsitzenden der Berliner CDU gewählt und war anschließend ab 2000 deren Generalsekretär. Von diesem Amt trat er  im Juni 2001 zurück, nachdem er den damaligen Schulsenator Klaus Böger (SPD) als „Politnutte“ bezeichnet hatte.
Ab 2003 war Schmitt Landesschatzmeister, bis er im Mai 2005 schließlich zum Landesvorsitzenden der CDU in Berlin gewählt wurde.
Im Laufe der Auseinandersetzung um die Führung der Berliner CDU mit dem Fraktionsvorsitzenden im Abgeordnetenhaus Friedbert Pflüger im Herbst 2008 trat er am 1. Oktober 2008 als Landesvorsitzender der CDU Berlin zurück. Nachfolger wurde kommissarisch Joachim Zeller und am 18. November 2008 wurde Frank Henkel gewählt. Henkel hatte schon am 11. September 2008 den Fraktionsvorsitz von Pflüger übernommen. Bei der Landesdelegiertenversammlung der CDU am 22. November 2008 unterlag Schmitt Stefanie Vogelsang bei der Wahl um den aussichtsreichen dritten Platz auf der Berliner Landesliste zur Wahl zum 17. Deutschen Bundestag. Sein Versuch, stattdessen das Direktmandat im Bundestagswahlkreis Berlin-Charlottenburg-Wilmersdorf  zu erringen, um wieder in den Bundestag einzuziehen, misslang.

## Abgeordneter
Schmitt gehörte von 1981 bis 1991 dem Abgeordnetenhaus von Berlin und von 1999 bis 2005 dem Europäischen Parlament an.
Von 2005 bis 2009 war er Mitglied des Deutschen Bundestages und hier Vorsitzender der Landesgruppe Berlin in der CDU/CSU-Bundestagsfraktion.

## Öffentliche Ämter
Schmitt war von 1991 bis 1996 Staatssekretär in der Senatsverwaltung für Verkehr und Betriebe und von 1996 bis 1999 in der Senatsverwaltung für Bauen, Wohnen und Verkehr des Landes Berlin.

## Ehrenamt
Seit 2012 ist Schmitt Präsident der Landesverkehrswacht Berlin.